# Onciale 062
L'Onciale 062 (numerazione Gregory-Aland) è un codice manoscritto onciale del Nuovo Testamento, in lingua greca, datato paleograficamente al V secolo.

## Testo
Il codice è composto da uno spesso foglio di pergamena di 220 per 185 cm, contenente un brano del Lettera ai Galati (4,15-5,14). Il testo è scritto in due colonne per pagina e 33 linee per colonna.
Si tratta di un palinsesto.

### Critica testuale
Il testo greco del codice è rappresentativo del tipo testuale misto. Kurt Aland lo ha collocato nella Categoria III.

## Storia
Il codice è conservato alla Qubbat al-Khazna (Ms. E 7332) a Damasco.